# Ulrich Tukur
Ulrich Tukur (născut ca Ulrich Gerhard Scheurlen; n. 29 iulie 1957, Viernheim, Republica Federală Germania, Germania) este un actor și muzician german.

## Filmografie (selecție)
- Die weiße Rose (1982) – Willi Graf
- Amen.  (2002) – Kurt Gerstein
- Solaris  (2002) – Gibarian
- Viețile altora  (2006) – Hauptmann Gerd Wiesler
- Panglica albă (2009) - baronul
- Conspirația din Birmania (2011) - Dwight Cochrane
- Und wir sind nicht die Einzigen (2011, documentar)
- Jean, băiatul de pe Lună (2012)
- Rommel (2012) - Erwin Rommel
- Extaz primordial (2016)
- În întuneric (2017) - Jürgen Möller
- Adulții din cameră (2019) - Wolfgang
- Trădătorul (2020)

TV
- Tatort
- Republica sălbatică (2021) - Sebastian Albrecht